# أدينا هوارد
أدينا هوارد (بالإنجليزية: Adina Howard)‏ ( ولدت عام 1973) ، وهي مغنية راب أمريكية. وفي منتصف التسعينيات، فقد اكتسبت شهرة كبيرة وذلك بظهور ألبومها الأول ( هل تريد ان تركب ) ، وبأول اغنية منفردة لها وهي ( النزوة مثلى) .وقد عرفت بالأغاني الجنسية والاستفزازية. وبعض من الأغاني الأخرى التي عرفت بها : ( انها كل شئ عندك ) ، ( صعودا وهبوطا) ،(التي شيرت، والسراويل) ، (النزوة ) ، (أنت تعرف هذا) ، وايضا الضربة الجديدة (ناستى جرند).

## عملها
قامت بتقديم الألبوم الأول لها، والمعروف باسم ( هل تريد أن تركب) ، وكذلك بتقديم أول اغنية مفردة لها وهي (النزوة مثلى) على المسرح في عام 1995. وقد تم بيع 1.3 مليون نسخة في مختلف أنحاء العالم من ألبوم ( هل تريد أن تركب).
وقد نجح الألبوم الثاني لها (مرحبا بك في جزيرة الخيال ) ، والاغنية المنفردة ( النزوة، أنت تعرف ذلك) نجاحا مشهودا، وتم الأشادة بنجاحه. وأظهر نسبة نجاح كبيرة في الأوساط الفنية. وعلى الرغم من ذلك فقد قامت تسجيلات ألكترا، برفع الألبوم من الأسواق في عام 1997. وقد تم تسريب الألبوم بشكل مفاجئ وكبير علي الأنترنت.
وفي عام 1998 فقد مثلت مع جيمى فوكس في جزء التي-شيرت والسراويل. وبالأضافة إلى ذلك، فقد لعبت دور البطولة في فيلم فريكوينى مع ديون ريتشموند، وجون ويذربسون.
وفي عام 2004 فقد أصدرت الألبوم الثاني لها بـإنتاج تسجيلات روفتن . وكان أول فيديو قامت بتصويره كان (ناستى جرند ) ، وتم عرضه في قناة بيت.
وفي 26 يونيو 2007 فقد استمرت هوارد بتقديم العروض الخاصة لألبوماتها على المسرح.

## السيرة الذاتية

### الألبومات
-1995: هل تريد أن تركب؟
-1997: مرحبا بك في جزيرة الخيال
-2004: القدوم الثاني
-2007: العروض الخاصة

### الأغانى المنفردة
| العام | الاسم                                      | الولايات المتحدة الأمريكية ،حار،100 | الولايات المتحدة الأمريكية (راب) | المملكة المتحدة | الألبوم                  |
| ----- | ------------------------------------------ | ----------------------------------- | -------------------------------- | --------------- | ------------------------ |
| 1995  | مهووس مثلى                                 | 2                                   | 2                                | 33              | هل تريد أن تركب؟         |
| 1995  | انا أعلى وأسفل                             | 68                                  | 32                               | -               | هل تريد أن تركب؟         |
| 1995  | أنه كل شئ عنك                              | -                                   | 58                               | -               | هل تريد أن تركب؟         |
| 1996  | ما هو الحب الذي تريده (وارن جى أل)         | 32                                  | 36                               | 2               | تسجيل صوتى نسخة عالية    |
| 1997  | (النزوة) هل تعرف ذلك                       | 70                                  | 32                               | -               | مرحبا بك في جزيرة الخيال |
| 1997  | (تى شيرت، والسراويل، جيمس فوكس أل)         | -                                   | -                                | -               | مرحبا بك في جزيرة الخيال |
| 1997  | شوكولاتة (الرقة، والواقع)                  | -                                   | -                                | -               | تسجيلات بلوت بروف        |
| 2003  | ناستى جرند                                 | -                                   | 95                               | -               | القدوم الثاني            |
| 2004  | الخارج ( النادى)                           | -                                   | -                                | -               | القدوم الثاني            |
| 2004  | (النزوات) ، (اللعب، المهارة، كريزة العظام) | 69                                  | 52                               | -               | العملية                  |
| 2007  | لوفا                                       | -                                   | -                                | -               | العروض الخاصة            |
| 2007  | الورك (الوروك) (مكرر)                      | -                                   | -                                | -               | العروض الخاصة            |

## الروابط الخارجية
- أدينا هوارد على موقع IMDb (الإنجليزية)
- أدينا هوارد على موقع ميوزك برينز (الإنجليزية)
- أدينا هوارد على موقع أول موفي (الإنجليزية)
- أدينا هوارد على موقع أول ميوزيك (الإنجليزية)
- أدينا هوارد على موقع ديسكوغز (الإنجليزية)
- أدينا هوارد على موقع قاعدة بيانات الفيلم (الإنجليزية)

MySpace'te Adina Howard